# Cantone di Montech
Il Cantone di Montech è una divisione amministrativa dell'arrondissement di Montauban.
A seguito della riforma complessiva dei cantoni del 2014 è stato ridisegnato.

## Composizione
Prima della riforma del 2014 comprendeva i comuni di:
- Bressols
- Escatalens
- Finhan
- Lacourt-Saint-Pierre
- Montbartier
- Montbeton
- Montech
- Saint-Porquier
- La Ville-Dieu-du-Temple

Dal 2015 comprende i comuni di:
- Albefeuille-Lagarde
- Bessens
- Bressols
- Finhan
- Lacourt-Saint-Pierre
- Monbéqui
- Montbartier
- Montbeton
- Montech